# Per Henricsson
Per Henricsson (Stoccolma, 9 agosto 1969) è un ex tennista svedese.

## Carriera
In carriera ha vinto 2 tornei di doppio, entrambi sulla terra battuta. Nei tornei del Grande Slam ha ottenuto il suo miglior risultato raggiungendo il terzo turno di doppio agli Australian Open nel 1990, in coppia con il connazionale Nicklas Utgren.

## Statistiche

### Doppio

#### Vittorie (2)
| Numero | Anno | Torneo               | Superficie  | Compagno       | Avversari in finale        | Punteggio |
| 1.     | 1988 | Athens Open, Atene   | Terra rossa | Rikard Bergh   | Pablo Arraya Karel Nováček | 6–4, 7–5  |
| 2.     | 1989 | Swedish Open, Båstad | Terra rossa | Nicklas Utgren | Josef Čihák Karel Nováček  | 7–5, 6–2  |